# Kalinowka (rejon radiszczewski)
Kalinowka (ros. Калиновка) – wieś (sieło) w Rosji, w obwodzie uljanowskim, w rejonie radiszczewskim. W 2010 liczyła 674 mieszkańców.